# Перрон аэродрома
Перро́н — часть летного поля аэродрома, предназначенная для размещения воздушных судов в целях посадки и высадки пассажиров, погрузки и выгрузки багажа, почты и грузов, а также других видов обслуживания.
На перроне наносится специальная разметка, которая указывает разрешённые траектории движения воздушных судов (ВС), а также зоны движения и расположения транспортных средств (например, перронных автобусов, а также специального транспорта для обслуживания ВС или территории аэропорта). Позиция, куда направляется ВС после покидания ВПП, называется стоянкой ВС и маркируется номером и линиями (границы стоянки, осевая линия для заруливания ВС и линии расположения ВС в зависимости от типа).
Воздушное судно после посадки на взлетно-посадочную полосу должно либо своим ходом (по маршруту руления), либо при помощи буксировки занять определённую стоянку. При посадке вертолета он в некоторых случаях сразу может приземляться на стоянке.
Управление движением ВС на перроне осуществляет диспетчер руления с помощью радиосвязи.
Перед взлётом экипаж ВС, получив указания от диспетчера, по маршруту руления отправляется на предварительный старт.

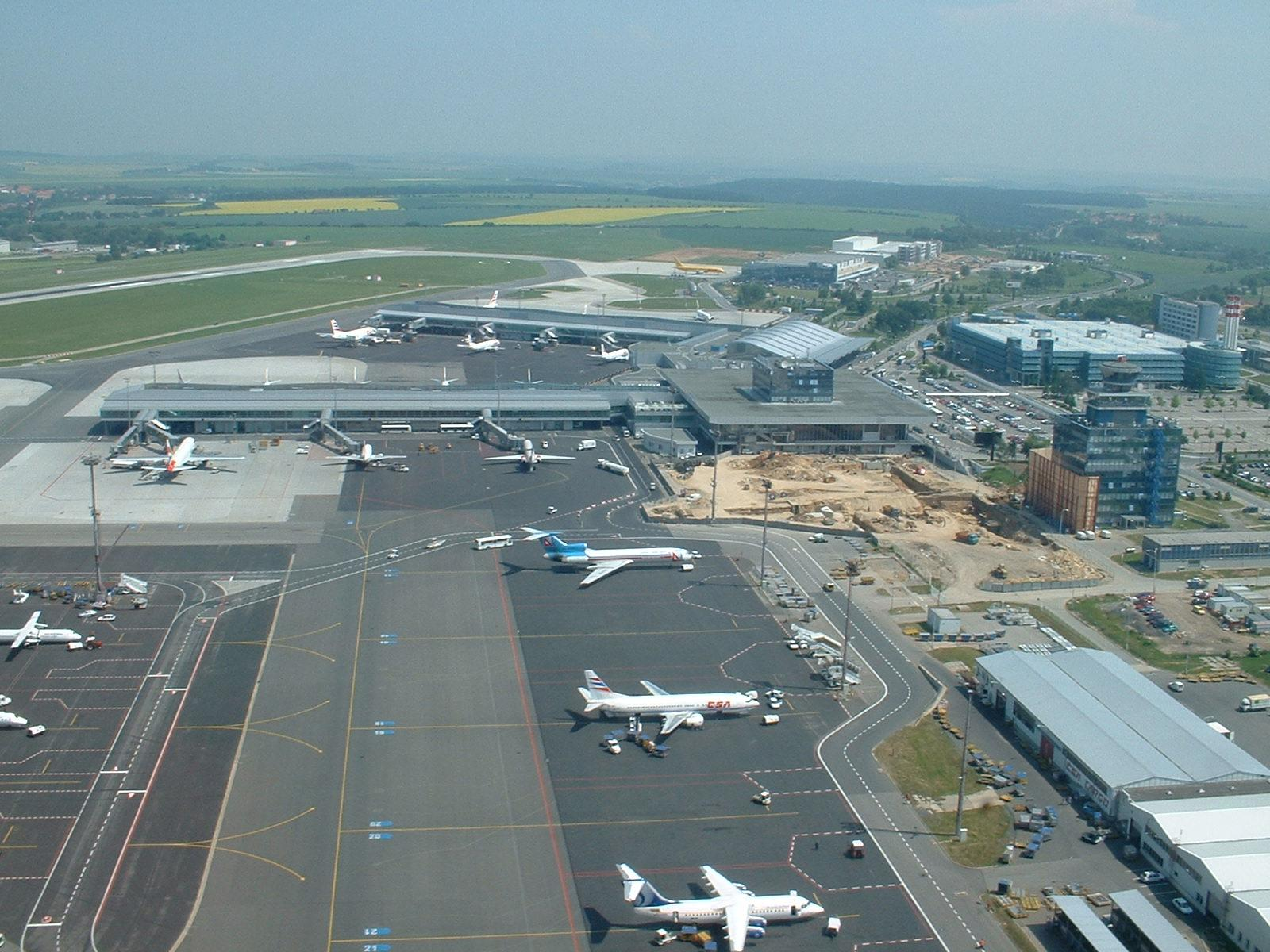
Перрон аэропорта Рузине в Праге, Чехия. Июнь 2003
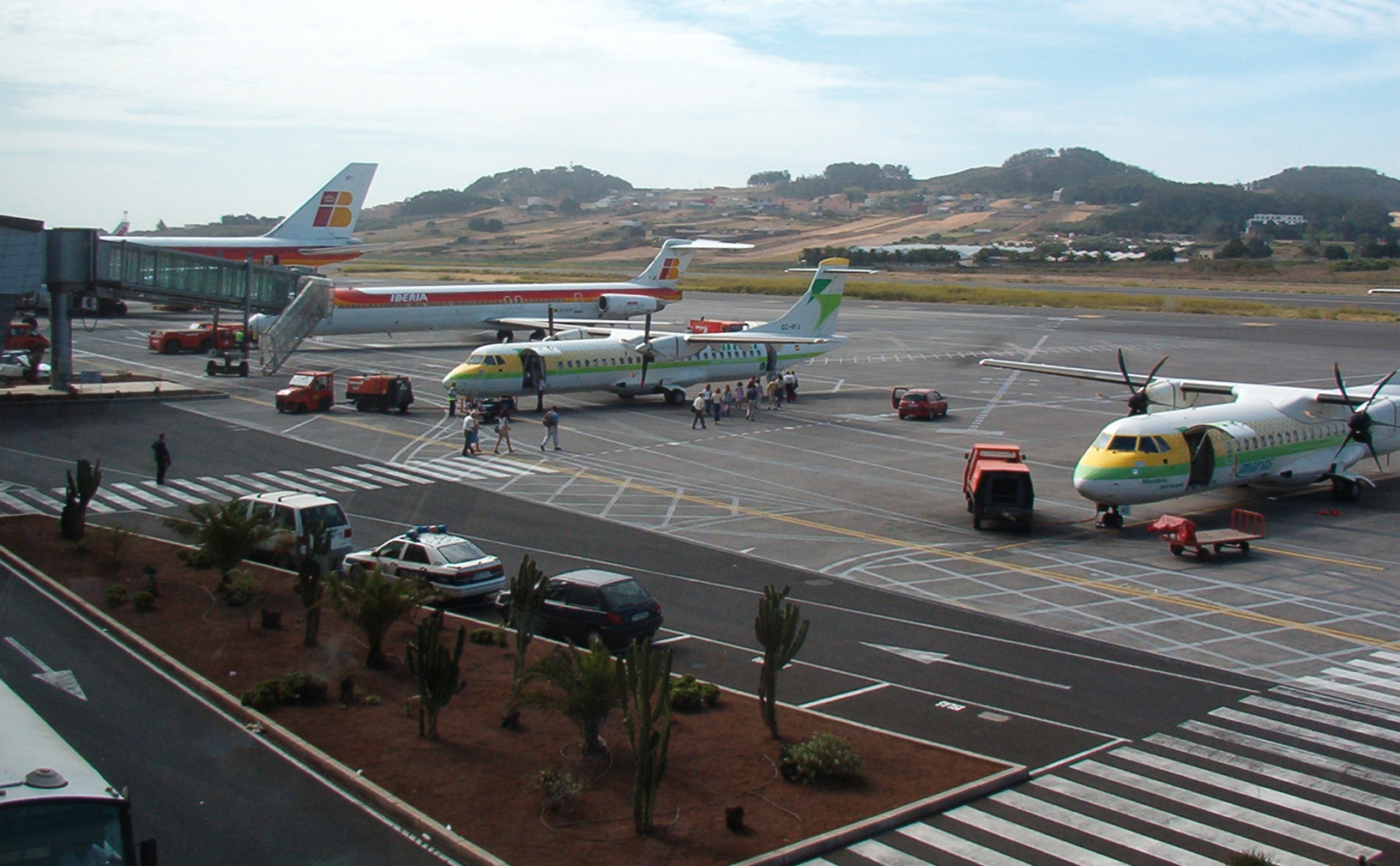
Перрон пассажирского терминала аэропорта Лос-Родеос, Канарские острова, Испания в 2003
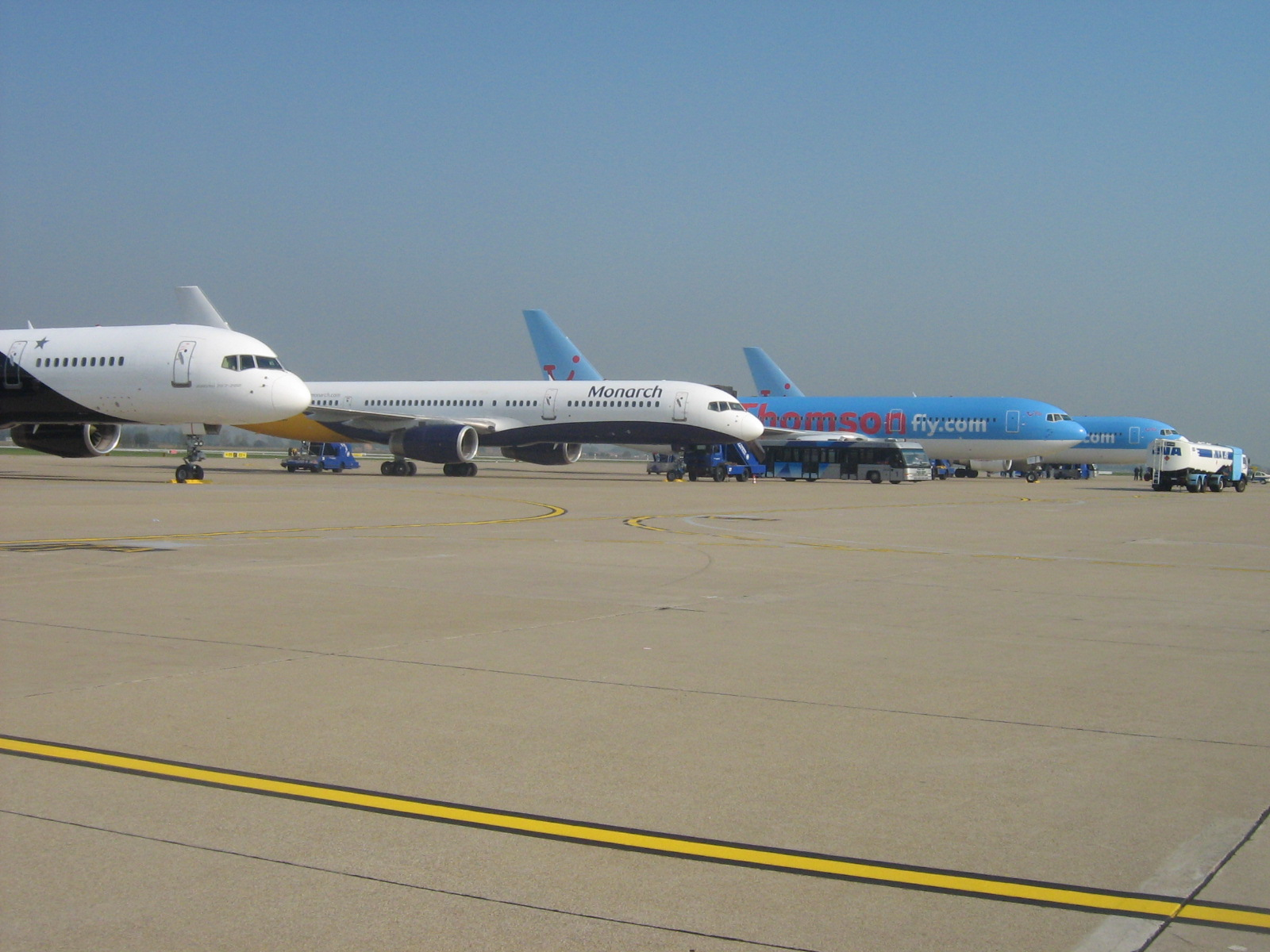
Парковочная стоянка самолётов Boeing
Схема Федерального управления гражданской авиации США Международного аэропорта Тусон, светло-серым цветом обозначена зона перрона аэропорта
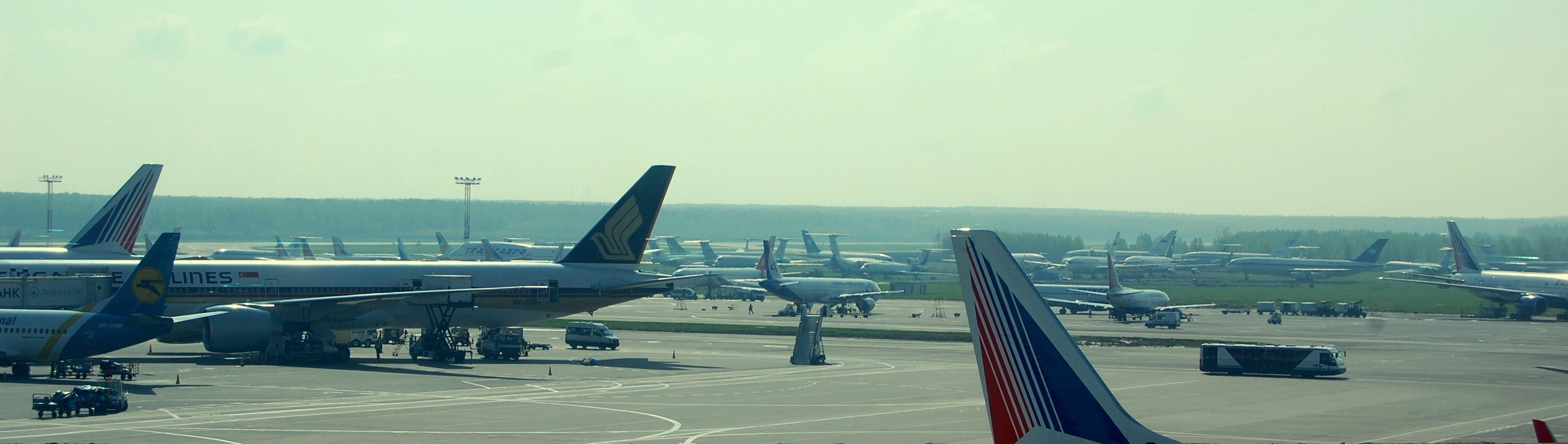
Перрон аэропорта Домодедово